# Elecciones presidenciales de Estados Unidos de 1792
Las elecciones presidenciales de los Estados Unidos de 1792 tuvieron lugar entre el viernes 2 de noviembre y el miércoles 5 de diciembre del mencionado año, siendo la segunda elección presidencial cuadrienal tras la independencia del país. El Colegio Electoral a cargo de elegir al presidente y al vicepresidente estaba compuesto entonces por 132 electores, necesitándose 68 para ganar la elección.
El presidente titular George Washington fue reelegido unánimemente para un segundo mandato, tanto en términos de voto popular como en el Colegio Electoral. Sin embargo, a diferencia de los anteriores comicios, las disputas entre el Partido Federalista y el Partido Demócrata-Republicano, que apoyaron a Washington en su reelección, llevaron a una competencia sumamente cerrada por la vicepresidencia entre el titular federalista John Adams y el gobernador demócrata-republicano del estado de Nueva York, George Clinton. Sin embargo, en última instancia ganó también el vicepresidente titular.
Washington era muy popular y nadie hizo un intento serio de oponerse a su reelección. Las reglas electorales de la época requerían que cada elector presidencial emitiera dos votos sin distinguir cuál era para el presidente y cuál para el vicepresidente. El destinatario de la mayoría de los votos se convertiría en presidente y el segundo vicepresidente. El Partido Demócrata-Republicano, que se había organizado en oposición a las políticas del Secretario del Tesoro Alexander Hamilton, apoyó a Clinton para el cargo de vicepresidente. Adams, mientras tanto, fue respaldado por el Partido Federalista en su intento por obtener otro mandato. Ninguno de los dos partidos se había organizado por completo, y las divisiones partidistas aún no se habían solidificado.
Washington recibió ciento treinta y dos votos electorales, uno de cada elector. Adams ganó setenta y siete votos electorales, suficientes para ganar la reelección. Clinton terminó en tercer lugar con cincuenta votos electorales, venciendo en su estado natal de Nueva York, así como tres estados del sur. Otros dos candidatos obtuvieron los cinco votos electorales restantes. Esta elección fue la primera en la que cada uno de los trece estados originales posteriores a la independencia envió electores, al igual que los estados recientemente agregados de Kentucky y Vermont. También fue la única elección presidencial que no se celebró exactamente cuatro años después de las elecciones anteriores, aunque parte de las elecciones anteriores se habían celebrado cuatro años antes. La participación fue también la más baja de la que se tenga registro en una elección estadounidense, con solo un 6.30% de los votantes habilitados emitiendo sufragio.

## Candidaturas

### Divergencias en cuanto a la relación entre candidatos
En 1792, las elecciones presidenciales todavía se llevaban a cabo de acuerdo con el método original establecido en la Constitución de los Estados Unidos. Según este sistema, cada elector emitía dos votos: el candidato que recibiera el mayor número de votos (siempre que obtuviera la mayoría) se convertiría en presidente, mientras que el segundo lugar se convertiría en vicepresidente. La Duodécima Enmienda eventualmente reemplazaría este sistema, requiriendo que los electores emitieran un voto para presidente y un voto para vicepresidente, pero este cambio no entró en vigor hasta 1804. Debido a esto, es difícil usar la terminología moderna para describir la relación entre los candidatos en esta elección. En general, los historiadores sostienen que Washington se presentó sin oposición. De hecho, el presidente en ejercicio gozó de un apoyo bipartidista (aunque no se definía como inclinado hacia ningún partido, presentándose como independiente), y recibió uno de los dos votos de cada elector.
Con este escenario, los dos partidos centraron la competencia en la lucha por la vicepresidencia, cuya elección resultó mucho más divisiva. El Partido Federalista apoyó al vicepresidente titular, John Adams de Massachusetts, mientras que el Partido Demócrata-Republicano respaldó la candidatura del gobernador de Nueva York, George Clinton. Debido a que prácticamente nadie dudaba de que Washington recibiría la mayor cantidad de votos, Adams y Clinton competían efectivamente por la vicepresidencia, aunque nominalmente eran candidatos a la presidencia que competían contra Washington.

### Partido Federalista
|                                              |                                                  |
| George Washington                            | John Adams                                       |
| para presidente                              | para vicepresidente                              |
|                                              |                                                  |
| Presidente de los Estados Unidos (1789-1793) | Vicepresidente de los Estados Unidos (1789-1793) |

Fundado como la primera formación política estadounidense, el Partido Federalista, denominado también "Partido Pro-Administración", apoyó enfáticamente la reelección de Washington y Adams. Los federalistas no celebraron una reunión del partido para seleccionar a sus candidatos. Desde el principio, se supuso que Washington y Adams serían los nominados. Si bien se considera históricamente que los federalistas controlaban el gobierno federal, y Washington simpatizaba ampliamente con el programa del partido, nominalmente el presidente se mantuvo neutral durante todo su mandato.

### Partido Demócrata-Republicano
|                                              |                                      |
| George Washington                            | George Clinton                       |
| para presidente                              | para vicepresidente                  |
|                                              |                                      |
| Presidente de los Estados Unidos (1789-1793) | Gobernador de Nueva York (1777-1795) |

Nacido de la facción antifederalista que se había opuesto a la Constitución en 1788, el Partido Demócrata-Republicano fue la principal fuerza opositora a la agenda del Secretario del Tesoro, Alexander Hamilton. Los propios demócratas-republicanos eran conscientes de que no tenían ninguna posibilidad de vencer a Washington, al punto de que se declaraban a sí mismos como opositores a «la administración», pero no al propio presidente. Pese a sus escasas expectativas, esperaban poder derrotar a Adams y ganar la vicepresidencia.
Muchos demócratas-republicanos habrían preferido la candidatura de Thomas Jefferson, su líder ideológico y el Secretario de Estado de Washington. Sin embargo, esto les habría costado la victoria en el estado de Virginia, ya que los electores tenían constitucionalmente prohibido votar por dos candidatos de su estado de origen y Washington también era virginiano. Clinton, el gobernador de Nueva York y exlíder antifederalista, se convirtió en el candidato del partido después de ganar el respaldo clave de Jefferson y James Madison. Clinton era de un estado electoralmente decisivo, y convenció a los líderes del partido de que sería un candidato más fuerte que otro neoyorquino, el senador Aaron Burr. Un grupo de líderes del partido se reunió en Filadelfia el 16 de octubre de 1792 y proclamó a Clinton como su candidato a la vicepresidencia.

## Campaña

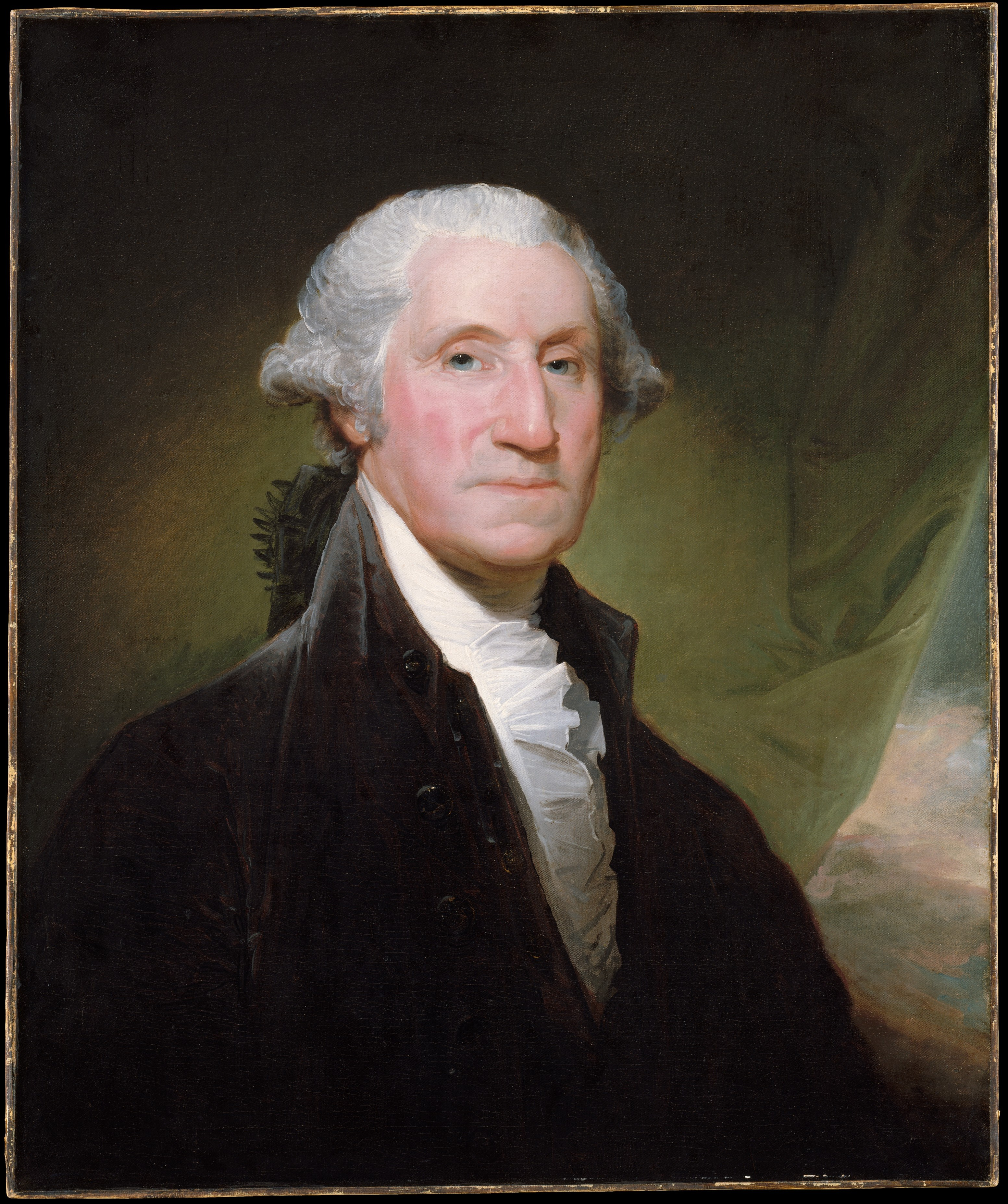
George Washington en 1795

Para 1792, había surgido una división partidaria entre los federalistas liderados por el Secretario del Tesoro Alexander Hamilton, que deseaba un gobierno federal más fuerte con un papel de liderazgo en la economía, y los republicanos demócratas liderados por el Secretario de Estado Thomas Jefferson y el representante James Madison de Virginia, quien favoreció los derechos de los estados y se opuso al programa económico de Hamilton. Madison fue al principio federalista hasta que se opuso al establecimiento del Primer Banco de los Estados Unidos por parte de Hamilton en 1791. Formó el Partido Demócrata-Republicano junto con el antifederalista Thomas Jefferson en 1792.
Las elecciones de 1792 fueron las primeras en los Estados Unidos en disputarse con algo parecido a una base partidista. En la mayoría de los estados, las elecciones al Congreso fueron reconocidas en cierto sentido como una "lucha entre el departamento del Tesoro y el interés republicano", en palabras del estratega de Jefferson John Beckley. En Nueva York, la carrera por la gobernación se libró en esta línea. Los candidatos fueron el presidente del tribunal John Jay, un hamiltoniano, y el titular George Clinton, el candidato a la vicepresidencia del partido.
Aunque Washington había estado considerando retirarse después de un mandato, ambas partes lo alentaron a permanecer en el cargo para salvar las diferencias entre las dos facciones. Washington fue apoyado por prácticamente todas las partes a lo largo de su presidencia y ganó más popularidad con la aprobación de la Declaración de Derechos. Sin embargo, los demócratas-republicanos y los federalistas disputaron la vicepresidencia, con el titular John Adams como el candidato federalista y George Clinton como el candidato demócrata-republicano. Los federalistas atacaron a Clinton por su asociación pasada con los antifederalistas. Algunos electores antifederalistas, en efecto, por lo anteriormente mencionado, optaron por no votar por Clinton, facilitando la victoria de Adams.

## Resultados

### General
En ese momento, había quince estados en los Estados Unidos: los trece estados originales y los dos estados recientemente admitidos de Vermont (marzo de 1791) y Kentucky (junio de 1792). El Colegio Electoral estaba formado por 132 electores, y cada elector tenía dos votos. Solo seis de los quince estados eligieron electores mediante alguna forma de voto popular, y el derecho a voto era severamente restringido, por lo que el papel del sufragio en estos comicios era muy limitado.
El Colegio Electoral eligió a Washington por unanimidad. John Adams fue nuevamente elegido vicepresidente como subcampeón, esta vez obteniendo el voto de la mayoría de los electores. George Clinton ganó los votos de Georgia, Carolina del Norte, Virginia, su estado natal Nueva York y un solo elector en Pensilvania. Thomas Jefferson ganó los votos de Kentucky, recién separado de su estado natal, Virginia. Un solo elector de Carolina del Sur votó por Aaron Burr. Todos los candidatos en disputa ejercieron la presidencia o la vicepresidencia estadounidense alguna vez.
|  | 91.28 % |

|  | 8.72 % |

|  | 100.00 % |

### Voto electoral por estado

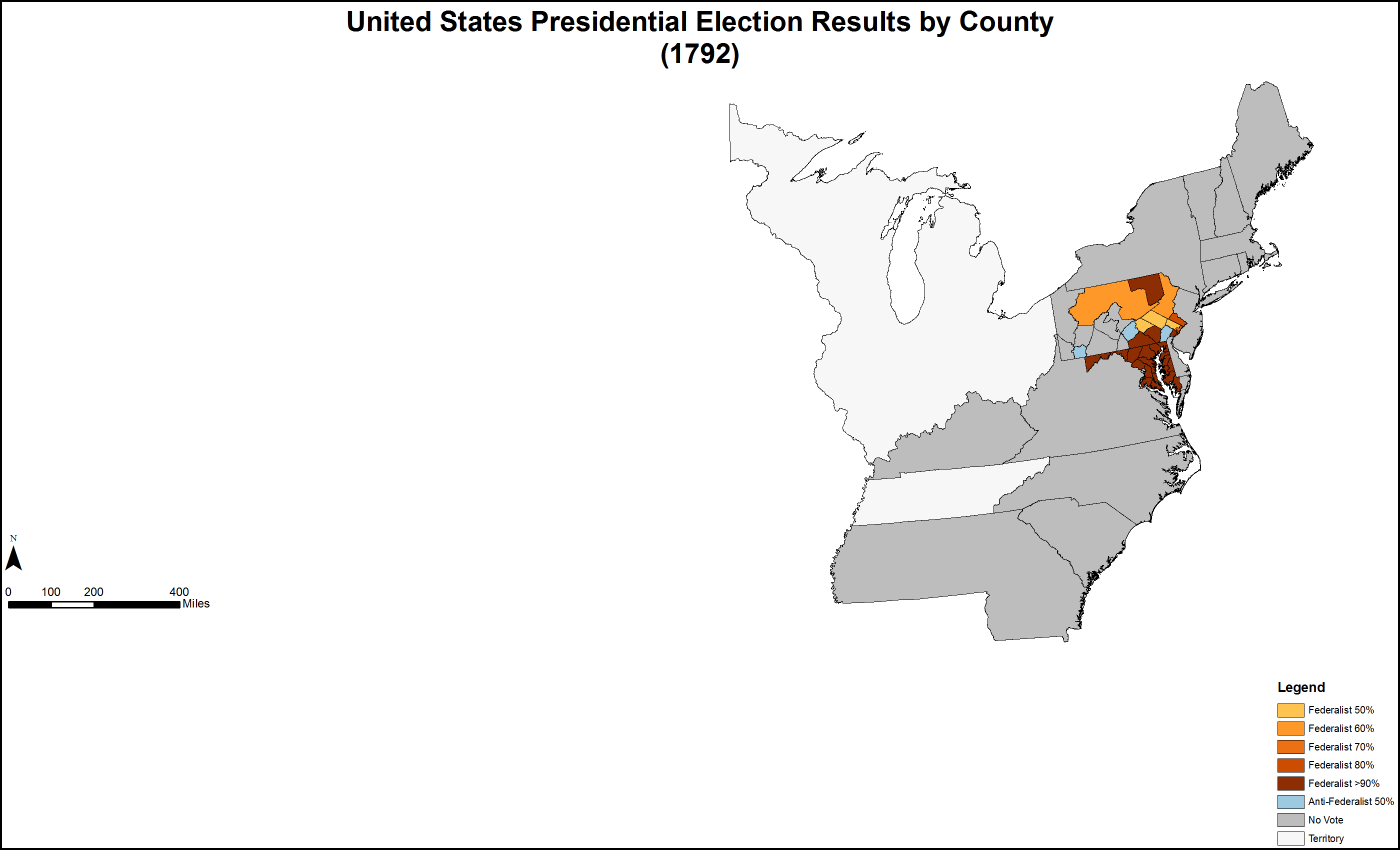
Los resultados por condado indican explícitamente el porcentaje del candidato ganador en cada condado. Los tonos de amarillo son para los federalistas y los tonos de azul son para los antifederalistas.

| State                                                                     | Washington | Adams | Clinton | Jefferson | Burr |
| ------------------------------------------------------------------------- | ---------- | ----- | ------- | --------- | ---- |
| Connecticut                                                               | 9          | 9     | 0       | 0         | 0    |
| Delaware                                                                  | 3          | 3     | 0       | 0         | 0    |
| Georgia                                                                   | 4          | 0     | 4       | 0         | 0    |
| Kentucky                                                                  | 4          | 0     | 0       | 4         | 0    |
| Maryland                                                                  | 8          | 8     | 0       | 0         | 0    |
| Massachusetts                                                             | 16         | 16    | 0       | 0         | 0    |
| New Hampshire                                                             | 6          | 6     | 0       | 0         | 0    |
| Nueva Jersey                                                              | 7          | 7     | 0       | 0         | 0    |
| Nueva York                                                                | 12         | 0     | 12      | 0         | 0    |
| Carolina del Norte                                                        | 12         | 0     | 12      | 0         | 0    |
| Pensilvania                                                               | 15         | 14    | 1       | 0         | 0    |
| Rhode Island                                                              | 4          | 4     | 0       | 0         | 0    |
| Carolina del Sur                                                          | 8          | 7     | 0       | 0         | 1    |
| Vermont                                                                   | 3          | 3     | 0       | 0         | 0    |
| Virginia                                                                  | 21         | 0     | 21      | 0         | 0    |
| Total                                                                     | 132        | 77    | 50      | 4         | 1    |
| Fuente: Atlas de Elecciones Presidenciales de Estados Unidos de Dave Leip |            |       |         |           |      |